# Kantatie 78
La Kantatie 78 (in svedese Stamväg 78) è una strada principale finlandese. Ha inizio a Paltamo e si dirige verso nord-ovest, dove si conclude dopo 295 km nei pressi di Rovaniemi.

## Percorso
La Kantatie 78 attraversa i comuni di Puolanka, Pudasjärvi e Ranua.